# Le Samyn 2024
La Le Samyn 2024, cinquantaseiesima edizione della corsa e valevole come evento dell'UCI Europe Tour 2024 categoria 1.1, si svolse il 27 febbraio 2024 su un percorso di 204,3 km, con partenza da Quaregnon e arrivo a Dour, in Belgio. La vittoria fu appannaggio del belga Laurenz Rex, il quale completò il percorso in 4h38'40", alla media di 43,988 km/h, precedendo il portoghese António Morgado e il connazionale Jenthe Biermans.
Sul traguardo di Dour 116 ciclisti, dei 162 partiti da Quaregnon, portarono a termine la competizione.

## Squadre e corridori partecipanti
| N.      | Cod. | Squadra                   |
| ------- | ---- | ------------------------- |
| 1-7     | LTD  | Lotto Dstny               |
| 11-17   | UAD  | UAE Team Emirates         |
| 21-27   | DFP  | Team DSM-Firmenich PostNL |
| 31-37   | ADC  | Alpecin-Deceuninck        |
| 41-47   | ARK  | Arkéa-B&B Hotels          |
| 51-57   | IWA  | Intermarché-Wanty         |
| 61-67   | UXM  | Uno-X Mobility            |
| 71-77   | EKP  | Equipo Kern Pharma        |
| 81-87   | TFB  | Team Flanders-Baloise     |
| 91-97   | BWB  | Bingoal WB                |
| 101-107 | Q36  | Q36.5 Pro Cycling Team    |
| 111-117 | TDT  | TDT-Unibet Cycling Team   |

| N.      | Cod. | Squadra                        |
| ------- | ---- | ------------------------------ |
| 121-127 | TEN  | TotalEnergies                  |
| 131-137 | ICA  | Israel Premier Tech Academy    |
| 141-147 | CGF  | Équipe Contin. Groupama-FDJ    |
| 151-157 | PWB  | Philippe Wagner/Bazin          |
| 171-177 | TIS  | Tarteletto-Isorex              |
| 181-187 | VWT  | VolkerWessels Cycling Team     |
| 191-197 | MET  | Metec-Solarwatt p/b Mantel     |
| 201-207 | SWY  | Diftar Continental Cyclingteam |
| 211-216 | VRR  | Van Rysel-Roubaix              |
| 221-227 | NST  | Novapor Speedbike Team         |
| 231-237 | AUB  | St Michel-Mavic-Auber93        |
| 241-247 | TSM  | Team Storck-Metropol Cycling   |

## Ordine d'arrivo (Top 10)
| Pos. | Corridore          | Squadra     | Tempo    |
| ---- | ------------------ | ----------- | -------- |
| 1    | Laurenz Rex        | Intermarché | 4h38'40" |
| 2    | António Morgado    | UAE         | s.t.     |
| 3    | Jenthe Biermans    | Arkéa       | s.t.     |
| 4    | Rasmus Tiller      | Uno-X       | s.t.     |
| 5    | Timo Kielich       | Alpecin     | s.t.     |
| 6    | Jens Reynders      | Bingoal     | s.t.     |
| 7    | Alexandre Delettre | St Michel   | s.t.     |
| 8    | Laurence Pithie    | Ec. FDJ     | s.t.     |
| 9    | Amaury Capiot      | Arkéa       | s.t.     |
| 10   | Vito Braet         | Intermarché | s.t.     |